# Logánie
Logánie (Logania) je rod rostlin z čeledi logániovité. Jsou to byliny a keře se vstřícnými jednoduchými listy a drobnými bílými nebo žlutými, zvonkovitými květy. Rod zahrnuje asi 30 druhů a vyskytuje se především v Austrálii.

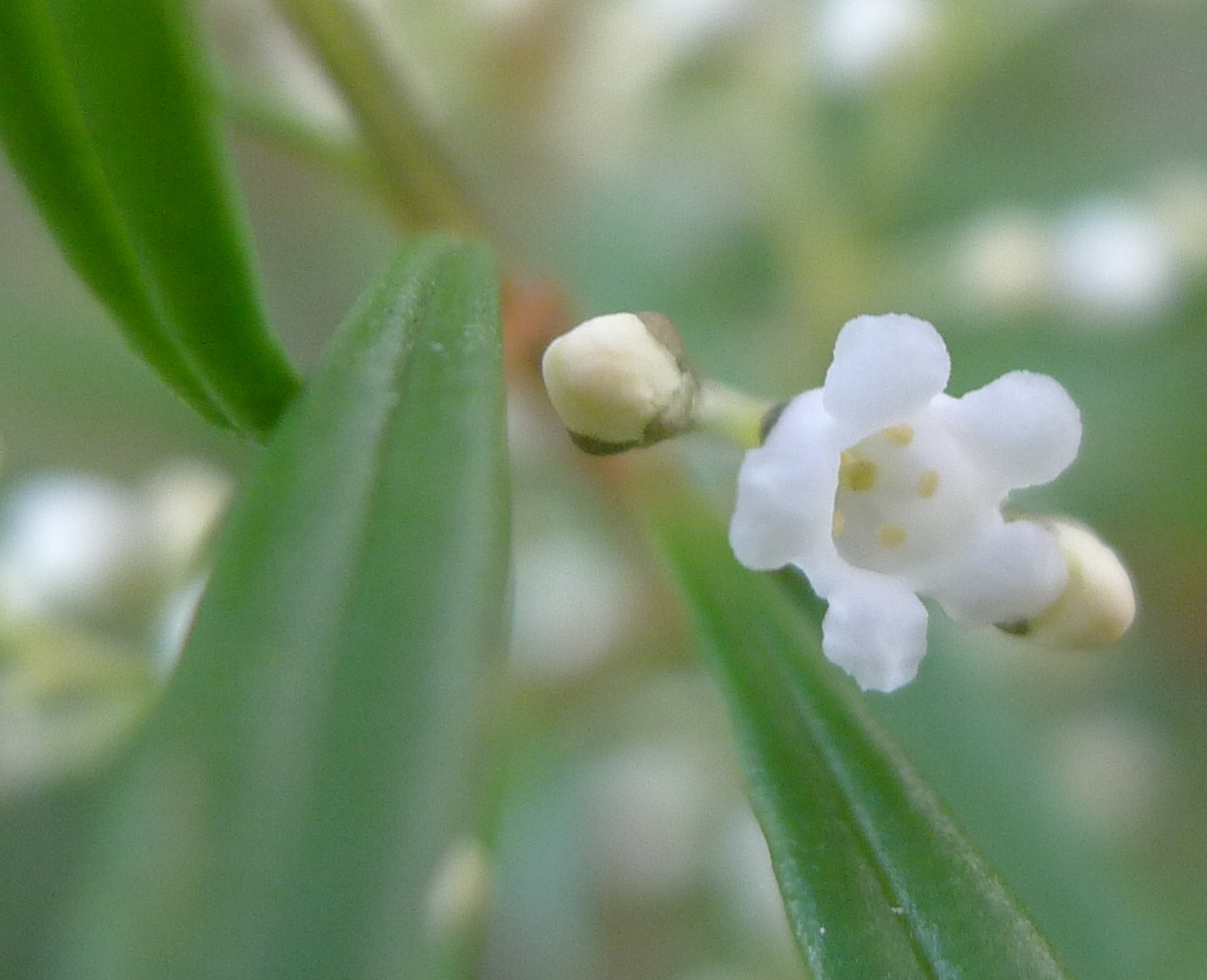
Detail květu Logania albiflora

## Popis
Logánie jsou jednodomé nebo dvoudomé byliny či keře, dorůstající výšky až 4 metry. Listy jsou jednoduché, drobné nebo silně redukované a prchavé, vstřícné, tenké nebo kožovité, řapíkaté nebo přisedlé, s interpetiolárními palisty. Žilnatina je zpeřená. Květy jsou oboupohlavné nebo funkčně jednopohlavné, jednotlivé nebo ve vrcholících. Květy jsou drobné, pravidelné, pětičetné (výjimečně čtyřčetné), stopkaté. Kališní cípy jsou delší než trubka. Koruna je bílá nebo žlutá, pravidelná, zvonkovitá, s dlouhou korunní trubkou. Tyčinek je 5 (výjimečně 4) a jsou přirostlé v dolní polovině nebo v ústí korunní trubky. Semeník je svrchní, srostlý ze 2 plodolistů a obsahuje 2 komůrky s mnoha vajíčky. Čnělka je jedna, zakončená hlavatou bliznou. Plodem je kulovitá nebo eliptická, přehrádkosečná tobolka pukající 2 tuhými chlopněmi. Semena jsou elipsoidní, hnědá.

## Rozšíření
Rod logánie zahrnuje asi 25 až 35 druhů. Je rozšířen především v Austrálii, kde se vyskytuje zejména v jihozápadní, jižní a východní části kontinentu. Druh Logania depressa se vyskytoval na Novém Zélandu a je považován za vyhynulý, druh L. imbricata je endemit Nové Kaledonie.